# Società Aviazione Fratelli Antoni
La Società Aviazione Fratelli Antoni è una società industriale dell'aviazione italiana.

## Storia
Ugo Antoni, al termine del servizio militare presso la Guardia di Finanza a Sondrio, si unì al fratello maggiore Guido Antoni a Cagliari, dove quest'ultimo svolgeva l'incarico di disegnatore presso l'Ufficio Mappe Catastali. Entrambi furono impiegati nel Catasto, permettendo a Ugo di condividere i risultati delle sue approfondite ricerche con il fratello. Insieme, concordarono che fosse il momento opportuno per trasformare la teoria in pratica.
Sfruttando le risorse dell'officina dell'ingegnere Cagnoni, i fratelli Antoni costruirono la prima macchina ad ali battenti, denominata e brevettata nel 1906 come "Volumano". I risultati iniziali furono così promettenti che decisero non solo di potenziare la macchina, aggiungendo un aerostato fusiforme e successivamente un motore a scoppio alle ali, ma anche di abbandonare i loro impieghi e ritornare in continente alla ricerca di sostenitori.
Il loro ritorno a Pisa fu naturale, data la presenza di una rinomata università e la presenza di amici e compagni di studi del padre e dello zio. Guido, più pratico di Ugo, si mosse per primo presentando le loro teorie alla Sapienza. Trovarono il sostegno immediato del professor Dario Bocciardo, titolare della cattedra di fisiologia, e di altri accademici come il professor Aducco e l'onorevole professore Angelo Battelli, che riconobbero nei lavori di Ugo la base per realizzazioni pratiche. Anche il cardinale Pietro Maffi, sempre attento alle innovazioni scientifiche, mette a loro disposizione la limonaia dell'Arcivescovado per istituire una prima officina.
Successivamente, presentarono le loro teorie al Re Vittorio Emanuele III, ottenendo il permesso di utilizzare il Prato degli Escoli nella Tenuta Reale di San Rossore per condurre esperimenti sulle ali battenti e, successivamente, per costruire e collaudare il loro primo aeroplano. Nel 1907, a Pisa, nacque la prima società a carattere aeronautico, inizialmente chiamata Sindacato Nautico Pisano e poi nel 1909 rinominata Società di Aviazione Antoni. Oltre agli accademici precedentemente menzionati, numerosi cittadini che avevano investito i propri risparmi fecero parte di questa pionieristica iniziativa aeronautica.
Nel 1915 le Officine vengono acquisite da Piaggio.